# Robert Foxworth
Robert Foxworth, född 1 november 1941 i Houston, Texas, är en amerikansk skådespelare, främst känd för rollen som Chase Gioberti i Maktkamp på Falcon Crest (1981-87). Han spelade även Dr. Bernard Chenowith i Six Feet Under (2001–03).